# 北海道立衛生学院

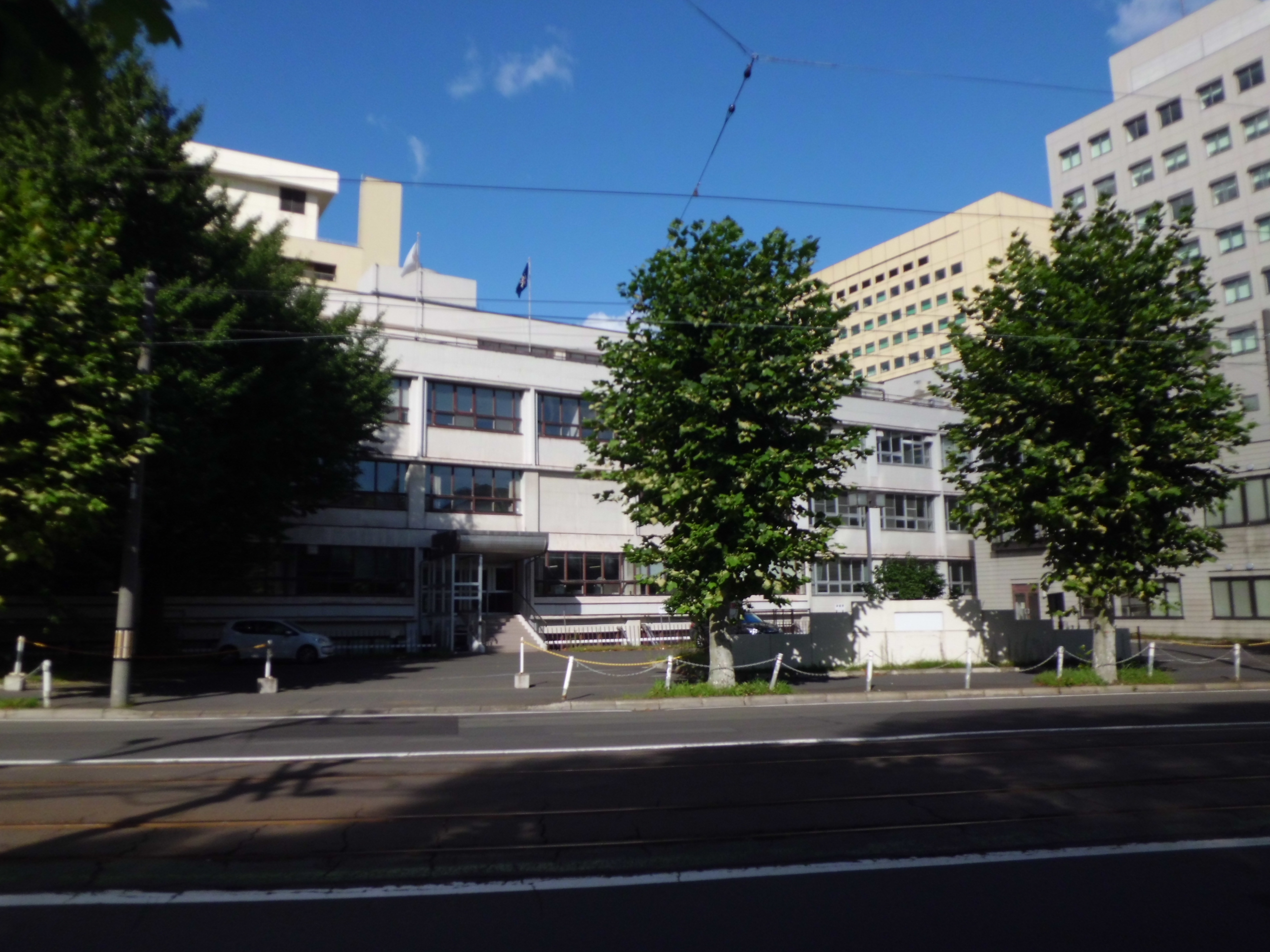
閉院後の北海道立衛生学院校舎（2013年9月）

北海道立衛生学院 （ほっかいどうりつえいせいがくいん）は、北海道札幌市中央区にかつて所在した道立の専修学校。所管庁は北海道保健福祉部。
1945年（昭和20年）以降、札幌医科大学の前身である北海道庁立女子医学専門学校附属医院看護婦産婆養成所、同保健婦養成所等が改名・統合を経て、1961年（昭和36年）、北海道立衛生研究所との合同庁舎において、看護職員を初めとする保健医療技術者の総合的な養成施設として設立された。
道内自治体より存続の要望が出されたが2013年（平成25年）3月31日をもって閉院した。廃止に伴い、看護師課程は札幌医科大学に移管された。
学費は道立高校（北海道美唄聖華高等学校、北海道稚内高等学校の衛生看護科）水準であったため、他の看護学院に比べ圧倒的に安かった。財政難の道にとってはこれも廃止要因の一つとされる。

## 沿革
- 1961年（昭和36年） - 北海道立保健婦学院、札幌医科大学附属看護学校及び附属歯科衛生士養成所を統合して北海道立衛生学院として発足する。
- 1972年（昭和47年） - 北海道立衛生研究所の移転に伴って改修工事を行い、単独庁舎となる。
- 1978年（昭和53年） - 専修学校制の制度化に伴って専修学校（専門課程）となる。
- 2010年（平成22年） - 歯科衛生学科及び臨床検査学科学生募集を停止する。
- 2011年（平成23年） - 地域看護学科及び歯科衛生学科を閉科する。
- 2012年（平成24年） - 助産学科及び臨床検査学科を閉科する。看護学科学生募集を停止する。
- 2013年（平成25年）3月 - 閉院。

## 設置学科

### 専門課程
- 地域看護学科 -定員40名、修業年限1年[3]
- 助産学科 -定員30名、修業年限1年[3]
- 看護学科 -定員40名、修業年限2年[3]
- 歯科衛生学科 -定員30名、修業年限2年[3]
- 臨床検査学科 -定員20名、修業年限3年[3]

## 取得できる資格
- 地域看護学科 - 保健師国家試験受験資格
- 助産学科 - 助産師国家試験受験資格
- 看護学科 - 看護師国家試験受験資格（准看護師の免許をもつ者）
- 歯科衛生学科 - 歯科衛生士国家試験受験資格
- 臨床検査学科 - 臨床検査技師国家試験受験資格

## 所在地
- 北海道札幌市中央区南2条西15丁目